# Francis Obafemi Adesina
Francis Obafemi Adesina (* 28. Januar 1964 in Wenchi) ist ein ghanaisch-nigerianischer Geistlicher und römisch-katholischer Bischof von Ijebu-Ode.

## Leben
Francis Obafemi Adesina kam als Kind nach Nigeria und erhielt die nigerianische Staatsbürgerschaft. Er besuchte von 1970 bis 1976 die Saint Luke’s Anglican Primary School in Akure und von 1976 bis 1981 das Kleine Seminar Sacred Heart. Nachdem Adesina von 1981 bis 1982 ein spirituelles Vorbereitungsjahr in Ekpoma absolviert hatte, studierte er Philosophie und Katholische Theologie am Priesterseminar Saints Peter and Paul in Ibadan. Am 14. Oktober 1989 empfing Francis Obafemi Adesina durch den Bischof von Oyo, Julius Babatunde Adelakun, das Sakrament der Priesterweihe.
Adesina war zunächst als Seelsorger an der Kathedrale St. Benedict in Oshogbo tätig, bevor er 1990 Seelsorger in der Pfarrei St. Mary in Ilesha und in der Quasipfarrei St. Dominic in Ifewara wurde. Von 1992 bis 1994 war er Pfarrer der Pfarrei St. Augustine in Ipetumodu. Daneben wirkte Francis Obafemi Adesina als Kaplan der Charismatischen Erneuerung (1992–1996) sowie als Direktor des diözesanen Pastoralzentrums (1993–1995) und als Koordinator für die Pastoral (1993–1996). 1994 wurde er Kaplan an der Federal Polytechnic in Ede und Diözesansekretär des Bistums Oyo. Mit der Errichtung des Bistums Osogbo am 3. März 1995 wurde er in dessen Klerus inkardiniert. Von 1995 bis 1996 war er zudem Mitglied des Konsultorenkollegiums des Bistums Osogbo. Francis Obafemi Adesina wurde 1996 für weiterführende Studien nach Rom entsandt, wo er 2000 am Päpstlichen Bibelinstitut ein Lizenziat im Fach Biblische Theologie erwarb.
Nach der Rückkehr in seine Heimat wurde Francis Obafemi Adesina Pfarrer der Pro-Kathedrale St. Mary in Ilesha. Von 2001 bis 2009 lehrte er am Priesterseminar Saints Peter and Paul in Ibadan. Daneben war er von 2002 bis 2005 Direktor des Diözesanbüros für Kunst und Kultur. 2008 erwarb Adesina am St. Anselm Center for Religious Formation in Kent ein Diplom im Fach Human Growth and Development. 2009 wurde er mit der Arbeit The study of the hospitality motif and its violation in Genesis 19, 1–29 within its immediate narrative context („Eine Untersuchung des Gastfreundschaftsmotivs und seiner Verletzung in Genesis 19, 1–29 in seinem unmittelbaren narrativen Kontext“) an der Päpstlichen Universität Urbaniana in Rom zum Doktor der Theologie promoviert. Francis Obafemi Adesina wurde 2010 Studiendekan und 2013 schließlich Regens des Priesterseminars Saints Peter and Paul in Ibadan. Daneben war er von 2000 bis 2019 erneut Mitglied des Konsultorenkollegiums des Bistums Osogbo.
Papst Franziskus ernannte ihn am 17. Januar 2019 zum Bischof von Ijebu-Ode. Der Erzbischof von Lagos, Alfred Adewale Martins, spendete ihm am 25. April desselben Jahres vor der St. Anthony’s Nursery & Primary School in Ijebu-Ode die Bischofsweihe; Mitkonsekratoren waren der Bischof von Abeokuta, Peter Kayode Odetoyinbo, und der Bischof von Osogbo, John Akin Oyejola. Sein Wahlspruch Domine, fac me servum pacis tuae („Herr, mach mich zu einem Werkzeug deines Friedens“) stammt aus dem Gebet des heiligen Franziskus.

## Schriften
- The study of the hospitality motif and its violation in Genesis 19, 1–29 within its immediate narrative context. Rom 2009, OCLC 949174688.